# Estland och eurosamarbetet
Estland har euron som valuta sedan den 1 januari 2011. Euron är Europeiska unionens officiella valuta, som används i många av Europeiska unionens medlemsstater och ett antal andra stater utanför unionen. De länder som använder euron kallas gemensamt för euroområdet. De lägre valörerna av euron utgörs av mynt, medan de högre valörerna utgörs av sedlar. Euromynten har en gemensam europeisk sida som visar värdet på myntet och en nationell sida som visar en symbol vald av den medlemsstat där myntet präglades. Varje medlemsstat har således en eller flera symboler som är unika för just det landet.
För bilder av den gemensamma sidan och en detaljerad beskrivning av mynten, se artikeln om euromynt.
De estniska euromynten präglas alla av samma design: en karta över Estland samt präglingsårtal och texten Eesti, som betyder Estland på estniska. Designen utsågs som vinnare genom en nationell omröstning, där 27,46 % röstade för designen.
Estland anslöt euroområdet 1 januari 2011.